# Stuart Bithell
Stuart Bithell est un skipper britannique né le 28 août 1986 à Rochdale.

## Carrière
Stuart Bithell obtient une médaille d'argent olympique de voile en classe 470 aux Jeux olympiques d'été de 2012 à Londres puis la médaille d'or lors des Jeux olympiques d'été de 2020 à Tokyo en classe 49er.